# Sophora rubriflora
Sophora rubriflora là một loài thực vật có hoa trong họ Đậu. Loài này được P.C.Tsoong miêu tả khoa học đầu tiên.